# První kategorie 1909
Soutěžní ročník  Prima Categoria 1909 (Campionato Federale di Prima Categoria 1909) byl 12. ročník nejvyšší italské fotbalové ligy a konal se od 10. ledna do 25. dubna roku 1909. Turnaje se účastnilo již nově s devíti kluby z pěti měst.
Soutěž vyhrál již podruhé v klubové historii, obhájce minulého ročníku Pro Vercelli, když ve finále porazil milánský klub Milanese 2:0 a 2:2.

## Události
Poprvé se v soutěži objevili nově dva kluby. Po neshodě v Milánském klubu se odtrhlo několik členů a založily svůj klub FC Internazionale (Inter). Dalším nováčkem byl klub s Benátek Venezia FBC.
Po roční odmlce se vrátily protestující týmy Milán, Janov a Turín. Ti uspěli u federace aby zrušila pravidlo zákazu hraní fotbalistů z jiných národů než byla italská.
Hrálo se jako v předchozích ročnících stylem předkol na dva zápasy (doma–venku). U předkola v regionu Liguria se muselo hrát i tři zápasy, protože oba zápasy skončili remízou. U předkola Piemont se také hrálo na tři zápasy, protože každý zápas vyhrál jiný klub. Zde se hrálo na 2. kola předkol. Obhájce z minulého ročníku byl zařazen do 2. kola. V regionu Lombardie hráli tři kluby proti sobě a z minitabulky postoupil do semifinále vítěz. Jediným klubem který nemusel hrát předkolo, byl nováček z Benátek.

## Složení ligy v tomto ročníku
| Klub         | Město    | Region    | Trenér            |
| ------------ | -------- | --------- | ----------------- |
| Benátky      | Benátky  | Benátsko  | Walter Aemisseger |
| Janov        | Janov    | Ligurie   | Daniel Hug        |
| Andrea Doria | Janov    | Ligurie   | Technická komise  |
| Milán        | Milán    | Lombardie | Giannino Camperio |
| Inter        | Milán    | Lombardie | Virgilio Fossati  |
| Milanese     | Milán    | Lombardie | Technická komise  |
| Pro Vercelli | Vercelli | Piemont   | Giuseppe Milano   |
| Turín        | Turín    | Piemont   | Technická komise  |
| Juventus     | Turín    | Piemont   | Technická komise  |

## Zápasy

### Předkolo

#### Liguria
| 1. zápas 17. leden 1909 | Andrea Doria          | 1 – 1 | Janov        | Campo sportivo della Cajenna, Janov |  |  |
|                         | Aristodemo Santamaria |       | Eugen Herzog | Rozhodčí: Umberto Meazza            |  |  |
|                         |                       |       |              |                                     |  |  |

| 2. zápas 7. únor 1909 | Janov                   | 3 – 3 | Andrea Doria                                              | Campo sportivo di San Gottardo, Janov |  |  |
|                       | Daniel Hug Eugen Herzog |       | 10' Aristodemo Santamaria Francesco Calì 90' Enrico Sardi | Rozhodčí: Harry Goodley               |  |  |
|                       |                         |       |                                                           |                                       |  |  |

| 3. zápas 21. únor 1909 | Janov                          | 2 – 1 | Andrea Doria     | Campo di Rivarolo Ligure, Janov |  |  |
| 16:00 SELČ             | Hermann Hurni Francesco Ravano |       | Cesare De Marchi | Rozhodčí: Umberto Meazza        |  |  |
|                        |                                |       |                  |                                 |  |  |

- Janov postoupil do semifinále.

#### Lombardie
| 1. zápas 10. leden 1909 | Milán                                       | 3 – 2 | Inter                                | Arena Civica, Milán     |  |  |
|                         | Attilio Trerè Pietro Lana 74' Max Laich 86' |       | 69' Achille Gama 88' Bernard Schuler | Rozhodčí: Harry Goodley |  |  |
|                         |                                             |       |                                      |                         |  |  |

| 2. zápas 17. leden 1909 | Milanese                                          | 3 – 1 | Milán      | Campo di via Stelvio, Milán     |  |  |
|                         | Agostino Recalcati Arturo Boiocchi Amilcare Pizzi |       | Marco Sala | Rozhodčí: François Menno Knoote |  |  |
|                         |                                                   |       |            |                                 |  |  |

| 3. zápas 24. leden 1909 | Inter | 0 – 2 | Milanese              | Arena Civica, Milán      |  |  |
|                         |       |       | 5' 42' Amilcare Pizzi | Rozhodčí: James Spensley |  |  |
|                         |       |       |                       |                          |  |  |

| Poz | Tým      | B | Z | V | R | P | VG | OG | B  |
| --- | -------- | - | - | - | - | - | -- | -- | -- |
| 1   | Milanese | 4 | 2 | 2 | 0 | 0 | 5  | 1  | +4 |
| 2   | Milán    | 2 | 2 | 1 | 0 | 1 | 4  | 5  | -1 |
| 3   | Inter    | 0 | 2 | 0 | 0 | 2 | 2  | 5  | -3 |

- Milanese postoupil do semifinále.

#### Piemont

##### 1. kolo
| 1. zápas 10. leden 1909 | Turín       | 1 – 0 | Juventus | Velodromo Umberto I, Turín |  |  |
|                         | Carlo Capra |       |          | Rozhodčí: Umberto Meazza   |  |  |
|                         |             |       |          |                            |  |  |

| 2. zápas 17. leden 1909 | Juventus                 | 3 – 1 | Turín       | Stadio di Corso Sebastopoli, Turín |  |  |
|                         | Ernesto Borel Oscar Frey |       | Carlo Capra | Rozhodčí: Harry Goodley            |  |  |
|                         |                          |       |             |                                    |  |  |

| 3. zápas 24. leden 1909 | Juventus | 0 – 1 | Turín             | Stadio di Corso Sebastopoli, Turín |  |  |
|                         |          |       | 42' Giacomo Zuffi | Rozhodčí: Umberto Meazza           |  |  |
|                         |          |       |                   |                                    |  |  |

##### 2. kolo
| 1. zápas 7. únor 1909 | Pro Vercelli                            | 2 – 1 | Turín          | Campo Principe di Napoli, ? |  |  |
|                       | Annibale Visconti 41' Carlo Rampini 89' |       | 62' Enea Zuffi | Rozhodčí: Umberto Meazza    |  |  |
|                       |                                         |       |                |                             |  |  |

| 2. zápas 10. leden 1909 | Turín | 0 – 1 | Pro Vercelli      | Velodromo Umberto I, Turín |  |  |
|                         |       |       | 67' Carlo Rampini | Rozhodčí: Harry Goodley    |  |  |
|                         |       |       |                   |                            |  |  |

- Pro Vercelli postoupil do semifinále.

#### Benátsko
- Benátky postoupili přímo do semifinále.

### Semifinále

#### Ligursko-Piemontské
| 1. zápas 21. březen 1909 | Pro Vercelli                                | 3 – 2 | Janov               | Campo Principe di Napoli, ? |  |  |
|                          | Annibale Visconti 7', 65' Felice Milano 65' |       | 15', 28' Daniel Hug | Rozhodčí: Gerolamo Radice   |  |  |
|                          |                                             |       |                     |                             |  |  |

| 2. zápas 28. březen 1909 | Janov             | 1 – 1 | Pro Vercelli          | Campo di San Gottardo, Janov |  |  |
|                          | Hermann Hurni 19' |       | 70' Annibale Visconti | Rozhodčí: Umberto Meazza     |  |  |
|                          |                   |       |                       |                              |  |  |

- Pro Vercelli postoupil do finále.

#### Lombardsko-Benátské
| 1. zápas 21. březen 1909 | Benátky | 1 – 7 | Milanese                                                                | Stadio Pier Luigi Penzo, Benátky |  |  |
|                          | Vivante |       | Amilcare Pizzi Arturo Boiocchi Franco Varisco Agostino Recalcati Besana | Rozhodčí: Marcello Bertinetti    |  |  |
|                          |         |       |                                                                         |                                  |  |  |

| 2. zápas 28. březen 1909 | Milanese                                                                                              | 11 – 2 | Benátky                  | Campo di via Stelvio, Milán |  |  |
|                          | Amilcare Pizzi 6', 50', 64' Besana 30', 48', 73' Arturo Boiocchi 5', 7' Bovato 50' Franco Varisco 62' |        | 67' Vivante, 85' Vivante | Rozhodčí: Alfred Bosshard   |  |  |
|                          | |        |                          |                             |  |  |

- Milanese postoupil do finále.

### Finále
| 1. zápas 4. duben 1909 | Pro Vercelli              | 2 – 0 | Milanese | Campo Principe di Napoli, ? |  |  |
|                        | Annibale Visconti 6', 24' |       |          | Rozhodčí: Harry Goodley     |  |  |
|                        |                           |       |          |                             |  |  |

| 2. zápas 25. duben 1909 | Milanese                    | 2 – 2 | Pro Vercelli                       | Arena Civica, Milán     |  |  |
|                         | Agostino Recalcati 25', 83' |       | 9' Carlo Rampini 47' Felice Milano | Rozhodčí: Harry Goodley |  |  |
|                         |                             |       |                                    |                         |  |  |

## Vítěz
| Prima Categoria Vítěz pro rok 1908 |
| ---------------------------------- |
| FC Pro Vercelli 1892               |
|                                    |